# Senza Nome della Covata
Il Senza Nome della Covata (No-Name of the Brood) è un personaggio dei fumetti, creato da Greg Pak (testi) e Carlo Pagulayan (disegni), pubblicato dalla Marvel Comics.
È uno dei Fratelli di guerra di Hulk, che lo accompagnano e appoggiano nella sua missione di vendetta sulla Terra durante World War Hulk. Appartiene alla razza della Covata, una specie di alieni insettoidi già avversaria degli X-Men e ostile alla razza umana.

## Biografia del personaggio

### Planet Hulk
Del passato del Senza Nome si sa che era una regina della Covata. Con alcuni membri della sua razza arrivò su Sakaar dopo essere fuggita da un mostro spaziale, qui venne sottomessa dagli imperiali, chiamati anche rosati, e dovette combattere come gladiatore.
Nel primo scontro come gladiatori morirono tutte le sue sorelle, solo Senza Nome sopravvisse ed entro a far parte dei Fratelli di guerra, combattendo a fianco dello Sfregio Verde trovò la libertà dopo che il Selvaggio D'Argento distrusse tutti i dischi d'obbedienza che costringevano i gladiatori a combattere contro la loro volontà.
Alla fine rovesciò il Re Rosso insieme ai ribelli e a Hulk.

### War World Hulk
Dopo la distruzione di Sakaar, Senza Nome, insieme ai Fratelli di guerra si recò sulla Terra e si scontro con gli Avengers, grazie alla sua forza e alla sua resistenza riuscì facilmente a sconfiggere Capitan Marvel, poi, quando lo scontro tra Hulk e Sentry minacciò di distruggere New York, Senza Nome si adoperò per salvare i civili.

### Infinity
Nella mini serie "Infinity" l'attuale Regina della Covata fa parte del Consiglio Galattico, assieme a Gladiatore, J-Son di Spartax, L'Intelligenza Suprema Kree, Ronan l'Accusatore, Annihilus e Kl'rt il Super-Skrull, per affrontare la flotta dei Costruttori.

## Poteri e abilità
Come ogni membro della sua razza possiede una forza superiore a quella degli umani, che le consente di resistere ai fotoni di Capitan Marvel, una dentatura possente le permette di azzannare qualsiasi cosa e le ali le permettono di volare, inoltre, le sue zampe acuminate possono perforare i nemici, nonostante all'apparenza, assomigli più ad un animale e sia priva di pollici opponibili, Senza Nome riesce facilmente a brandire molti tipi di armi.